# Aichryson × aizoides
Aichryson × aizoides (sin. Aichryson domesticum), hibridna vrsta roda Aichryson, porodica Crassulaceae.

## Opis
Minijaturno grmlje na lomljivoj sukulentnoj stabljici. Cvjetovi su žute boje.

## Uzgoj
Razmnožava se rezanjem listova.

## Sinonimi
- Aeonichryson aizoides (Lamarck) P.V. Heath
- Aeonichryson aizoides var. domesticum (Praeger) P.V. Heath
- Aeonium aizoides (Lam.) Berger
- Aeonium domesticum (Praeger) A. Berger
- Aichryson aizoides var. domesticum (Praeger) E.C. Nelson
- Aichryson domesticum (Praeger) Praeger
- Aichryson domesticum var. aizoides (Lam.) Praeger
- Sedum aizoides DC.
- Sempervivum aizoides Lam.
- Sempervivum domesticum Praeger